# Ницгале (станция)
Ни́цгале, ранее Ницгаль (латыш. Nīcgale) — железнодорожная станция на линии Крустпилс — Даугавпилс. Находится в Ницгальской волости Аугшдаугавского края между станциями Ваболе и Ерсика.

## История
Станция открыта 12/24 сентября 1861 года при пуске Риго-Динабургской дороги, ранее носила название Ницгаль. В годы Первой мировой войны существовала соединительная ветка между станцией Ницгале и станцией Вишки, находившейся на линии Санкт-Петербург — Варшава. В советское время был построен двухкилометровый подъездной путь на керамзитовый цех Ницгале (до 2014 года не сохранился).

## Проходящие поезда
По станции проходят поезда 618Р, 609Р, 610Р, 602Р и 617Р.